# Vinhomes Times City
Khu đô thị Vinhomes Times City Hà Nội (Vinhomes Times City, hay gọi tắt là Times City) là một tổ hợp đô thị phức hợp tại Hà Nội được đầu tư bởi tập đoàn Vingroup, có diện tích mặt bằng tổng cộng 360.367 đến 360.500 m², tổng diện tích sàn xây dựng vào khoảng 2.181.298 m² đến 2.205.595 m² khởi công xây dựng từ năm 2011, với tổng mức vốn đầu tư dự toán 23.883 tỷ đến 30.308 tỷ. Times City bao gồm nhiều phân khu chức năng: căn hộ, trung tâm thương mại, bệnh viện, trường học, công viên, hồ nước, hồ bơi, thủy cung, quảng trường với sân khấu nhạc nước đặc trưng...

## Vị trí - Giao thông
Times City có địa chỉ hành chính tại số nhà 458 phố Minh Khai (phường Vĩnh Tuy, quận Hai Bà Trưng) và số 25 ngõ 13 đường Lĩnh Nam (phường Mai Động, quận Hoàng Mai) thuộc về nhà máy dệt 8/3 và Hanosimex., giáp về phía bắc với Hòa Bình Green City và chung cư Imperia Minh Khai, phía tây có Đại học Kinh tế - Kỹ thuật Công nghiệp (456 Minh Khai) và phía đông có Công ty TNHH một thành viên Dệt kim Đông Xuân (524 Minh Khai), Trường Đại học Kinh doanh và Công nghệ Hà Nội (29 A ngõ 124, phố Vĩnh Tuy), dự án chung cư 31 tầng nổi Sunshine Garden nằm cuối ngõ 13 Lĩnh Nam, gần ngõ 622 Minh Khai. Phía tây có dự án Green Pearl 378 Minh Khai. Phía nam có dự án New Horizon City của chủ đầu tư là liên doanh Công ty TNHH MTV Đầu tư Việt Hà (Việt Hà) và Công ty Cổ phần xây dựng và Kỹ thuật Việt Nam (Vinaenco).
Giao thông công cộng
Năm 2013, xe buýt đi và đến khu vực này có tuyến số 19, 24, (tuyến 26 chỉ đi đoạn giữa Nguyễn Tam Trinh với Đại La, tuyến 36 chỉ đi đoạn giữa Kim Ngưu và Trương Định, tuyến 38 chỉ đi đoạn Bạch Mai và Tam Trinh) 51, 52 (A và B), (tuyến 55 và 204 chỉ đi đoạn Nguyễn Khoái dốc Minh Khai) và 205. Tuyến số 45 Times City - Bãi đỗ xe Nam Thăng Long bắt đầu đón, trả khách trước cửa bệnh viện Vinmec từ 1/1/2014. Tháng 7/2016, do việc bến xe Lương Yên ngừng hoạt động, các tuyến xe buýt số 10B và 55 được điều chỉnh về đây. Tháng 8/2018, thêm tuyến xe buýt sử dụng khí thiên nhiên nén (CNG) 03 đi Bệnh viện nhiệt đới Trung ương cơ sở II (Kim Chung, Đông Anh).
Khu đất này ngày trước thuộc làng Vĩnh Tuy Đoài, Vĩnh Tuy Sở đời Lê. Sông Kim Ngưu hồi đó chảy vòng cung qua Lạc Trung, Vĩnh Tuy Đoài rồi vòng qua phía Tây nhập với sông Lừ ở đền Lừ xuôi xuống Yên Duyên; đoạn này còn được gọi là sông Gạo. Tại đây còn đình Vĩnh Tuy Đoài thờ Nhã Cát Đại Vương của Chiêm Thành và Nguyệt Nga Công Chúa Chinh Thiên Phu Nhân.

## Khu căn hộ

### 12 tòa Vinhomes Times City

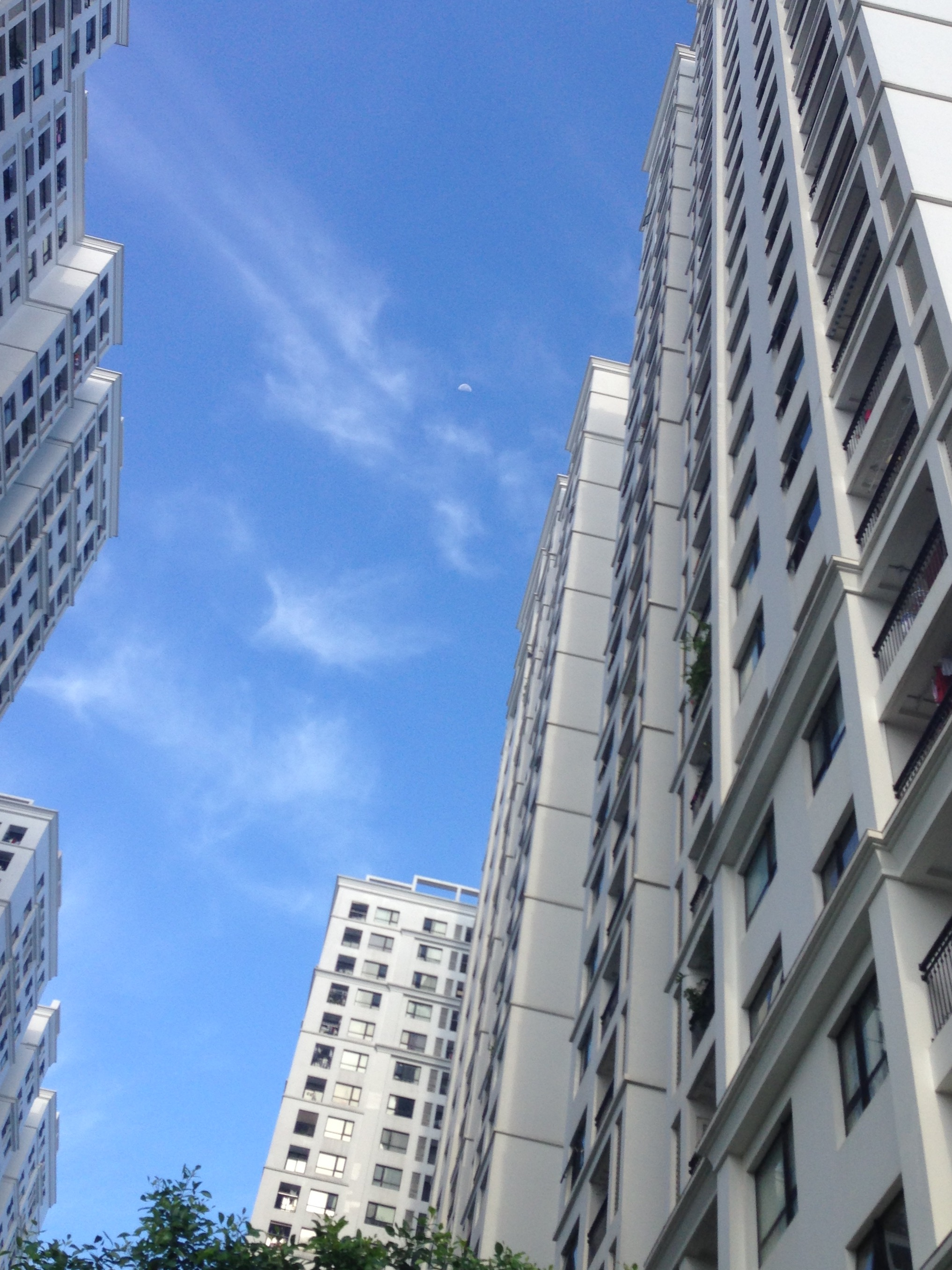
T1 cao 27 tầng, T2 cao 31 tầng

Khu căn hộ giai đoạn 1 đã hoàn thành cuối năm 2014 với 12 tòa từ T1 đến T11 và tòa T18. Từ T1 đến T11 mỗi tòa có 8 thang máy và 2 thang bộ thoát hiểm. T18 có 10 tháng máy và 2 thang bộ thoát hiểm. Nay T18 còn có tên khác là Park 4.
Đầu năm 2014, một số người dân ở đây đã phản ánh việc sản xuất của Công ty TNHH một thành viên Dệt kim Đông Xuân bên cạnh đã gây ảnh hưởng tới sức khỏe của họ: Phun khói đen bốc mùi khét lẹt, bụi vải, nước thải... Việc này đang được định hướng giải quyết di dời.
Trong quá trình hoàn thành bàn giao căn hộ, với sức ép từ phía thị trường và nhằm giải phóng nốt số lượng căn hộ chưa bán được, trong năm 2013 Vingroup đã thay đổi một số thiết kế khu đô thị, giảm bớt diện tích cho thuê trung tâm thương mại để gia tăng các tiện ích cho cư dân tại đây: 
- Tăng diện tích khu vực sử dụng chung tại mỗi tòa nhà bằng một sảnh (Lounge) có dịch vụ cà phê.[26] Đến cuối tháng 10/2013, một số sảnh tại các tòa nhà T1~T7 đã đi vào hoạt động với wifi miễn phí.
- Các hộ cư dân tại Times City còn được miễn phí dịch vụ quản lý trong thời hạn 10 năm kể từ khi nhận nhà[27] và các suất học bổng miễn phí tại các Trường Mầm non, hoặc Trường cấp 1, 2, 3 Vinschool, thẻ bảo hiểm y tế toàn diện cho gia đình tại Bệnh viện Đa khoa Quốc tế Vinmec [28]

- Bể bơi 4 mùa dành riêng cho khu dân cư được khai trương [29]
- Xây lại sảnh cho tòa T18

### 7 tòa Vinhomes Times City Park Hill
Park Hill là tên gọi cho giai đoạn 2, gồm 7 tòa bàn giao cuối 2016, đầu năm 2017. Tòa Vinhomes Times City Park Hill được viết tắt là Park,gồm có P1 đến P8, riêng T18 nằm trong quần thể của Vinhomes Times City Park Hill nên T18 nay là P4 (Park 4) thuộc khu Park Hill

### 4 tòa Vinhomes Times City - Park Hill Premium
Park Hill Premium là tên gọi của Vinhomes Times City giai đoạn 3, gồm 4 tòa cao 34 tầng. Có 2 tầng hầm. Tại tầng 1 và tầng 2 cũng có shophouse.
Ngoài ra, Vinhomes Times City Park Hill còn có bể bơi ngoài trời, người dân Vinhomes Times City, Park Hill, Park Hill Premium đều có thể sử dụng
Riêng tại tầng 34 ở Park 10, có khu vườn nhật và có thể ngắm cảnh toàn Phường Vĩnh Tuy
Park Hill Premium có thêm lựa chọn căn hộ thông minh. 

### Nhà liền kề The Boutique
Năm 2016. Times City có thêm dãy 10 nhà liền kề.

## Trung tâm thương mại Vincom Mega Mall Times City

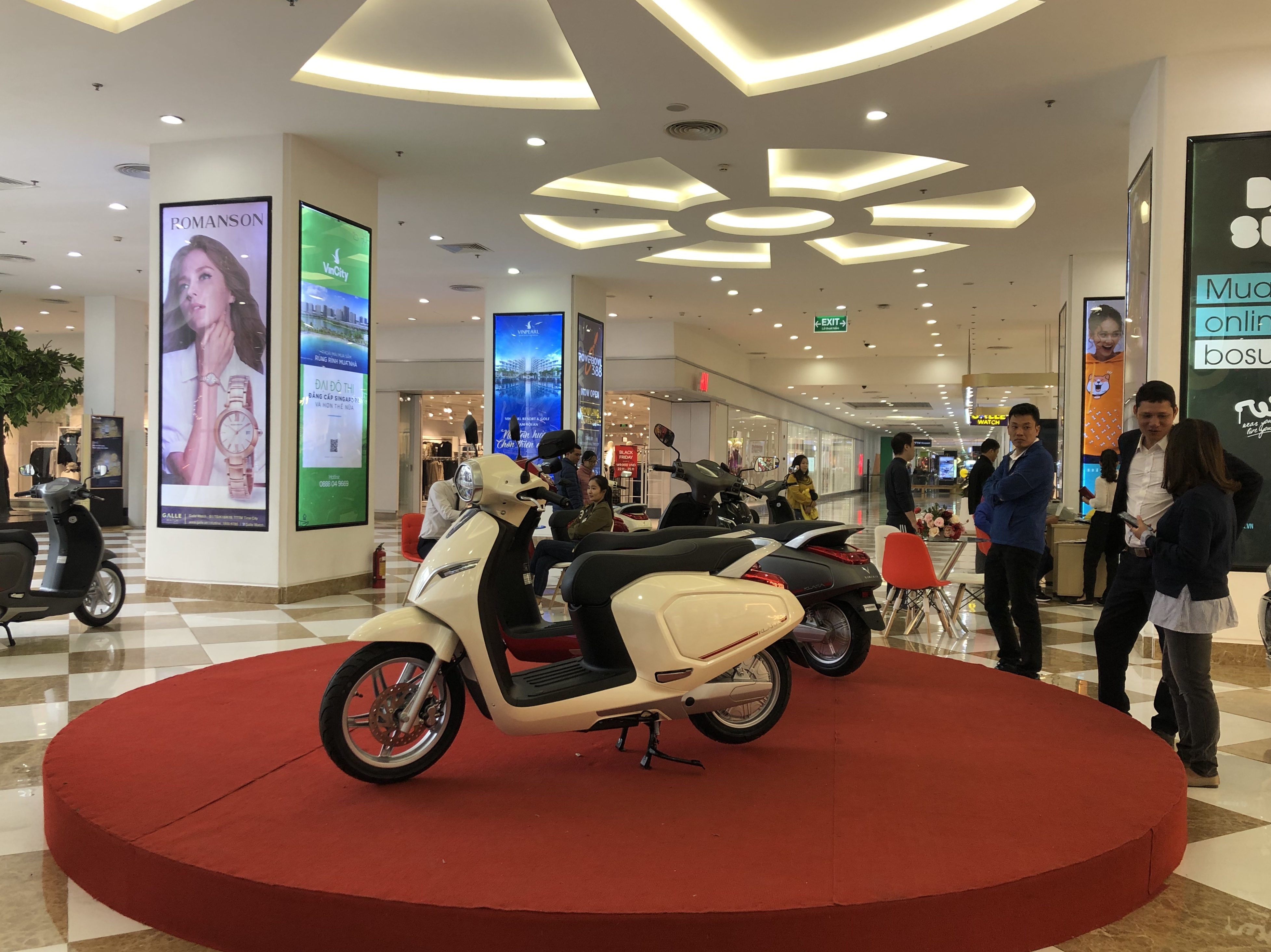
Xe máy điện VinFast Klara bán tại Times City

Vincom Mega Mall Times City là 1 trong 3 Trung tâm thương mại lớn của tập đoàn Vingroup (cùng với Vincom Mega Mall Royal City và Vincom Mega Mall Thảo Điền Thủ Đức) khai trương 24 tháng 12 năm 2013, gồm 1 tầng hầm và 2 tầng nổi (đế của các tòa nhà căn hộ chung cư), có thể được chia làm 2 khu:
- Khu mua sắm: thời trang quốc tế và Việt Nam, đồ thể thao, đồ trẻ em, đồ điện máy và gia dụng, nội thất và siêu thị hàng tiêu dùng. Siêu thị ở đây lúc khai trương trung tâm thương mại là Ocean Mart[39], cuối năm 2014 là Vinmart[40] và Vinmart+[41][42]
- Khu ẩm thực: gồm khoảng gần 100 nhà hàng
- 1/10/2013, Vingroup chính thức công bố đầu tư phát triển hệ thống Vin Kids Center (VinKC) - chuỗi trung tâm mua sắm, tư vấn giáo dục, sức khỏe dành riêng cho trẻ em từ 0 – 15 tuổi, khai trương 24/12/2013, tổng diện tích khoảng 9000m². VinKC bao gồm Thế giới đồ chơi, Nhà kẹo, Khu thời trang bà bầu và trẻ em, Khu sản phẩm chăm sóc Mẹ & Bé, Siêu thị thực phẩm sạch, Khu Nhà sách "ươm mầm trí tuệ", Thế giới nội thất trẻ em, Khu đồ lưu niệm, quà tặng, Khu tư vấn giáo dục Vinschool, Phòng tư vấn y tế Vinmec.[43] Từ tháng 3, 2014, VinKC được đổi tên thành Kids World.[44]

## Khu giải trí

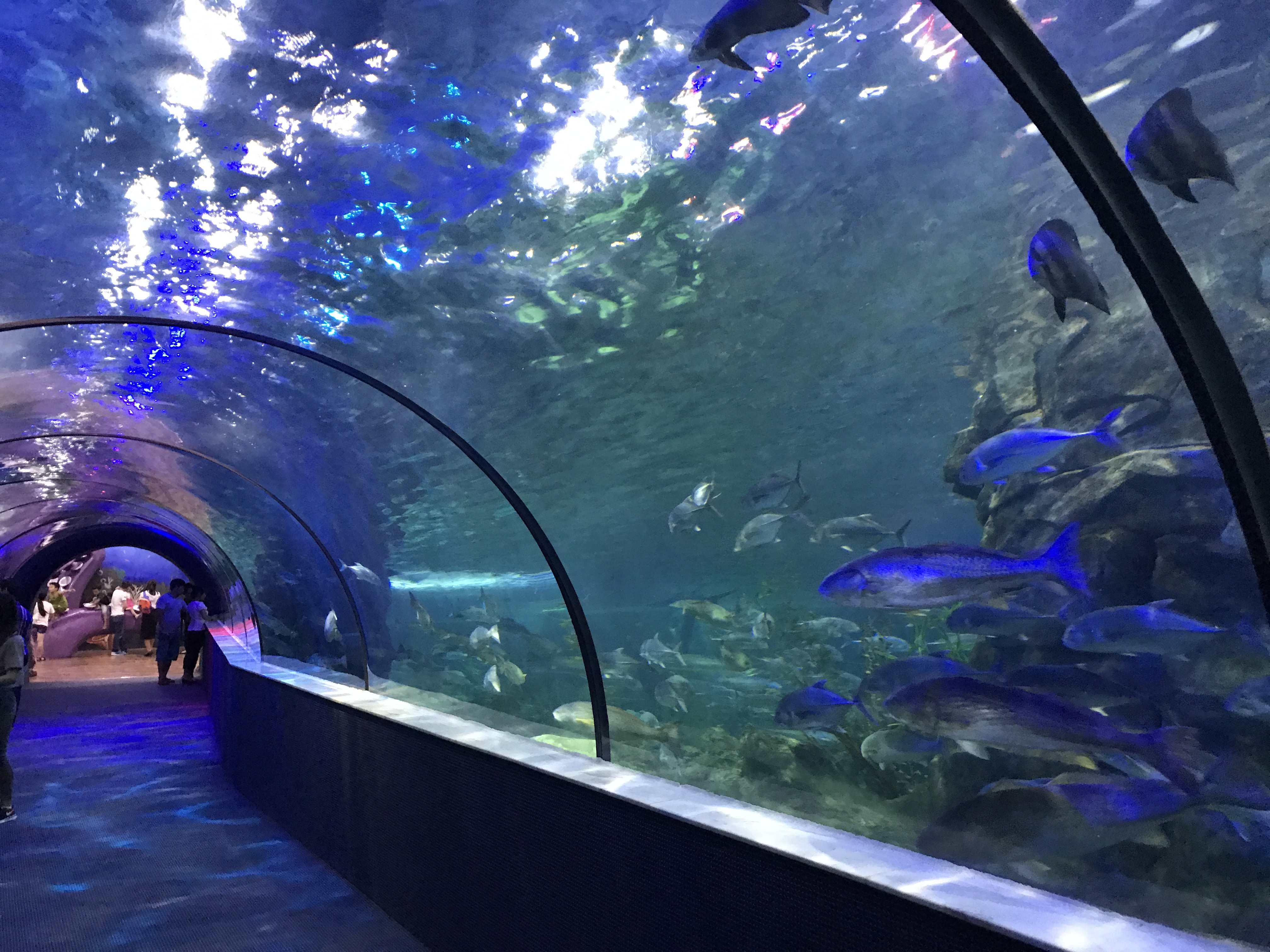
Thủy cung năm 2017

Khu giải trí với tổng diện tích dự kiến 40.000 m²
- Thế giới Games[38] có cả phòng chiếu phim 5D[45]
- Vườn trí tuệ cho trẻ em vui chơi[38]
- Các lớp phát triển năng khiếu: khiêu vũ, âm nhạc, hội họa, võ thuật
- Thủy cung Vinpearl Aquarium Times City rộng 4.000[46] - 6.200 m² (hình minh họa)[38] tại tầng hầm B1. Thủy cung do Australian Aquatica tư vấn, thiết kế ý tưởng và triển khai thi công.[47] Tiến trình thi công được cập nhật trên facebook của Australian Aquatica. Mở cửa hàng ngày từ 9:30 - 22:00.[48][49]
- Rạp chiếu phim Platinum Cineplex.[50] rộng hơn 5.300 m², chiếu phim 2D và 3D.[51]
  - Ngày 1/3/2017, cụm rạp chiếu phim Platinum tại Times City đã đóng cửa sau hơn 3 năm hoạt động.[52][53] Thay vào đó là rạp CGV từ tháng 7/2017.[54]

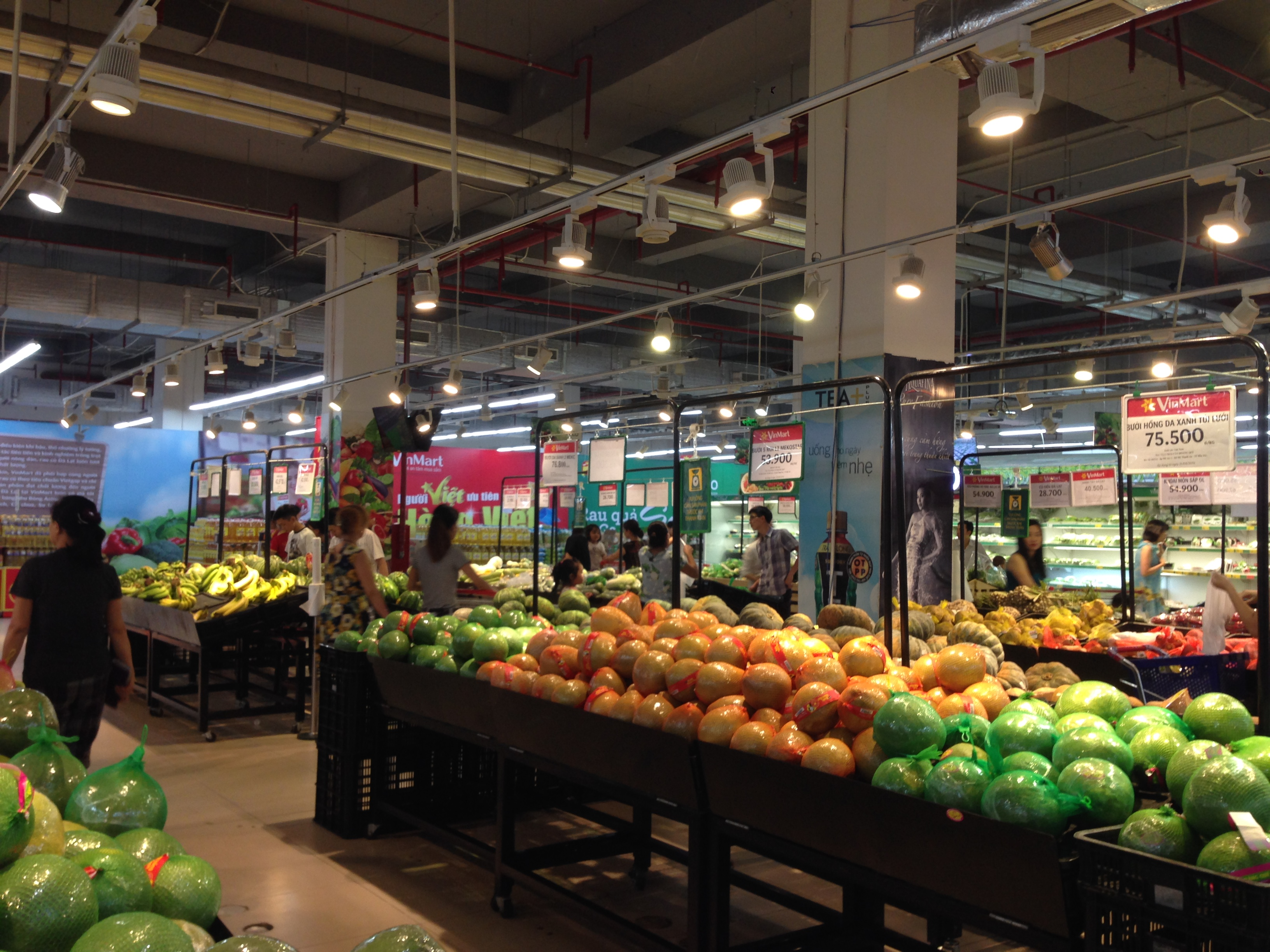
Quầy rau củ tại Vinmart Times City

- BowlingQuầy rau củ tại Vinmart Times City
- VinWonder Vinke

## Khu tập luyện
Khu tập luyện gồm có 3 khối

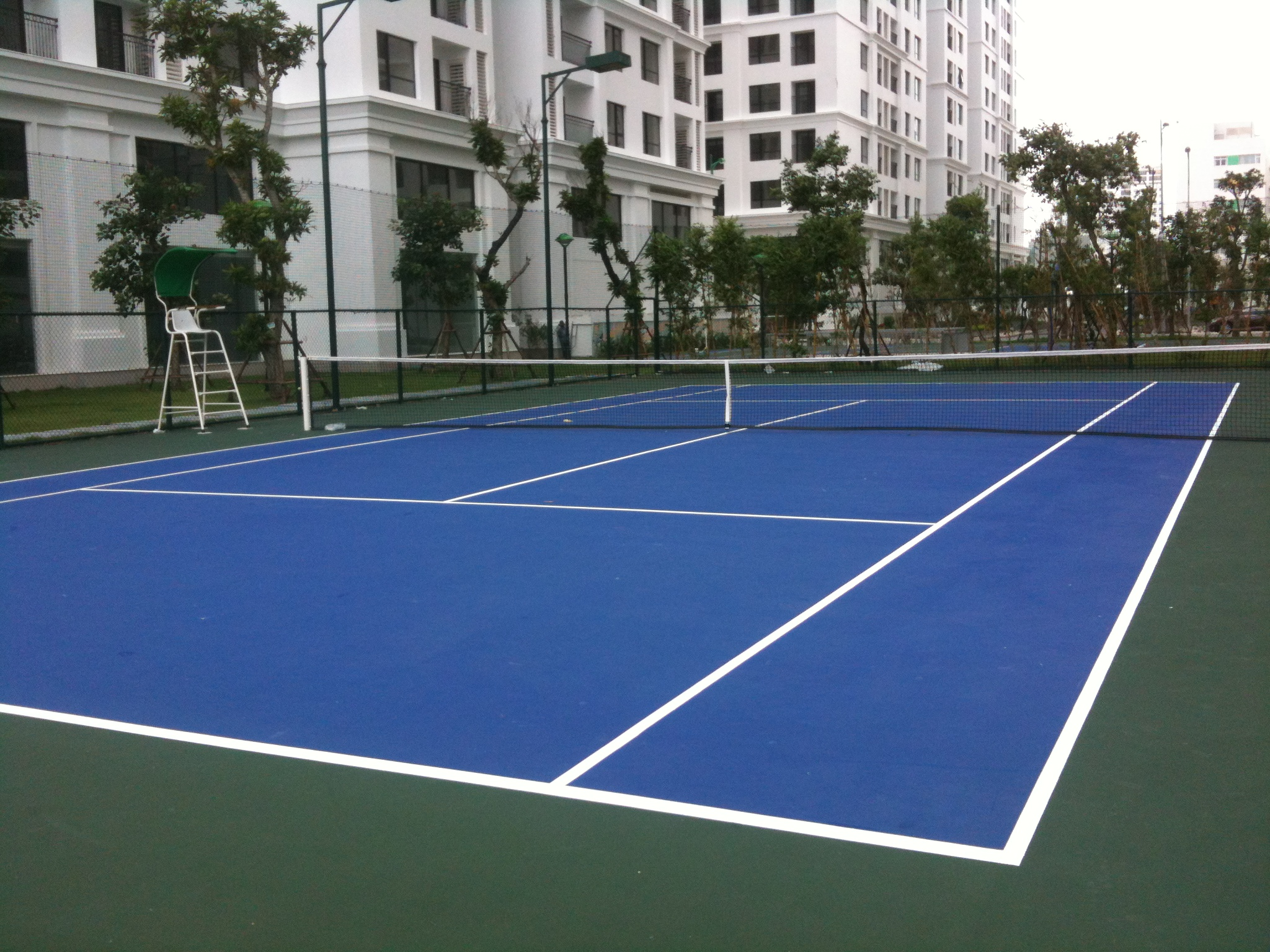
Sân quần vợt nằm giữa tòa T2 và T3, 4/8/2013

- Sân vận động ngoài trời: tennis, cầu lông, bóng chuyền, bóng rổ, sân bóng đá mini
- Khu spa và phòng tập thể dục. Bóng bàn và yoga trong nhà sinh hoạt cộng đồng
- Bể bơi: người lớn, trẻ em. Khu bể bơi trong nhà dưới chân T18 rộng khoảng 4000 m², gồm 1 bể bơi người lớn rộng 1.350 m², sâu 1,3 m; 1 bể bơi thiếu niên rộng 600 m², sâu 0,9 m; 01 bể bơi nhi đồng rộng 300 m², sâu 0,5 m, còn lại là các khu vực phụ trợ với diện tích hơn 1.000 m², miễn phí cho cư dân[26] và bắt đầu hoạt động ngày 1 tháng 12 năm 2013.[55] Bể bơi nổi ngoài trời Park Hill cũng đưa vào hoạt động đầu hè 2017, bể bơi nổi ngoài trời Park Hill Premium dài 80 m hoạt động từ 2018.

## Trường mầm non và trung học Vinschool
Hệ thống trường học Vinschool tại Times City chiếm trên 51.000 m²
- Trường mầm non Vinschool Times City.
- Trường tiểu học Vinschool Times City.
- Trường trung học cơ sở Vinschool Times City.
- Trường phổ thông trung học Vinschool Times City.

## Bệnh viện đa khoa quốc tế VinMec

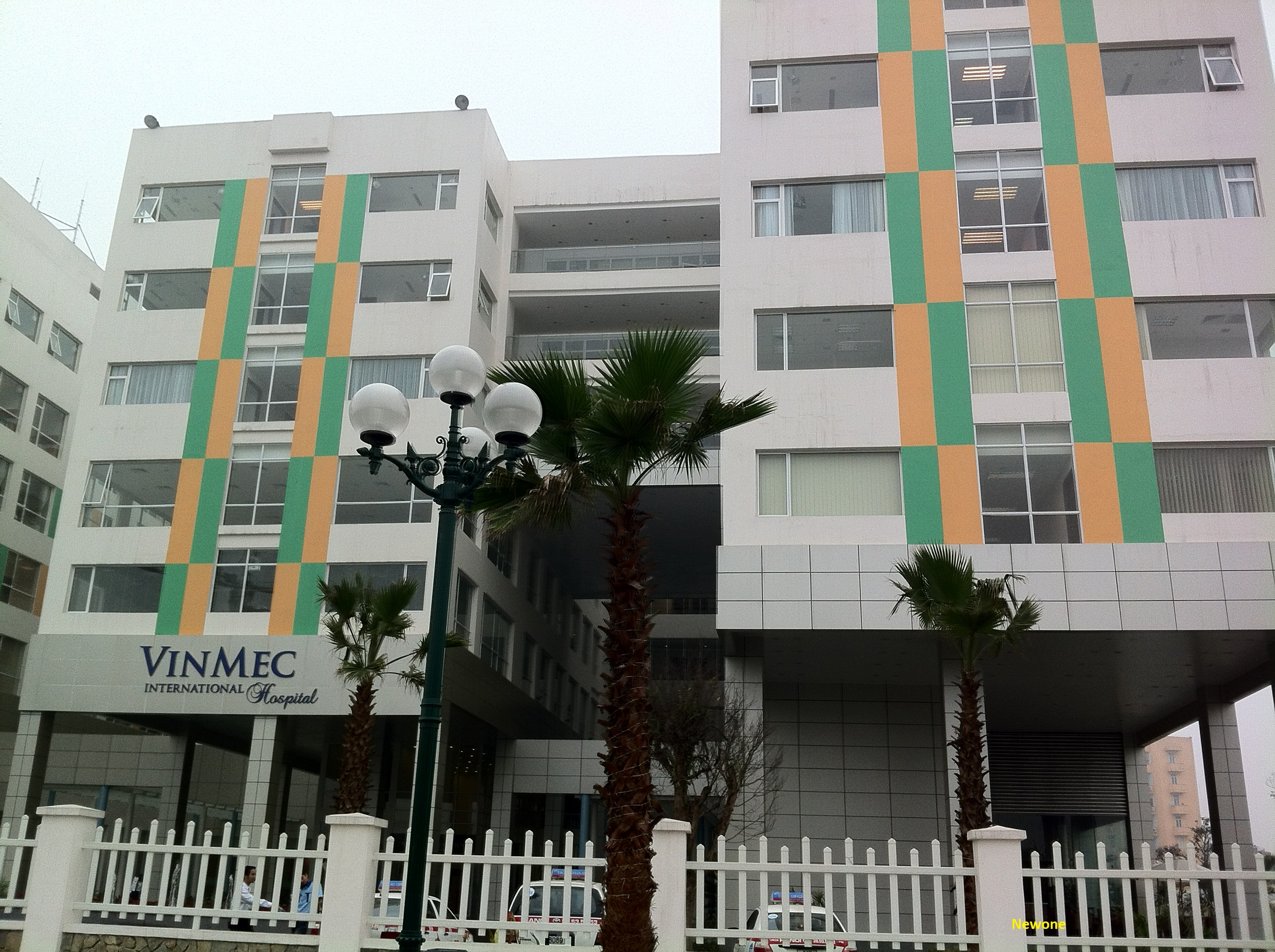
Bệnh viện Vinmec Minh Khai, 8/3/2012

Bệnh viện đa khoa quốc tế đầu tiên trong hệ thống VinMec chiếm diện tích sử dụng 60.500 m²,
Với hơn 500 giường bệnh với toàn bộ phòng bệnh đơn (mỗi bệnh nhân sử dụng một phòng riêng biệt) trên tổng diện tích 24.670 m² khởi công xây ngày 27/2/2011 theo mô hình Hospital Facilities (bệnh viện – khách sạn) với dự kiến hơn 30 chuyên khoa (Ngoại khoa, Nội khoa, Sản Phụ khoa, Nhi khoa, Tim mạch, Ung thư, Tai Mũi Họng, Răng Hàm Mặt, Mắt, Da liễu và Dị ứng...).

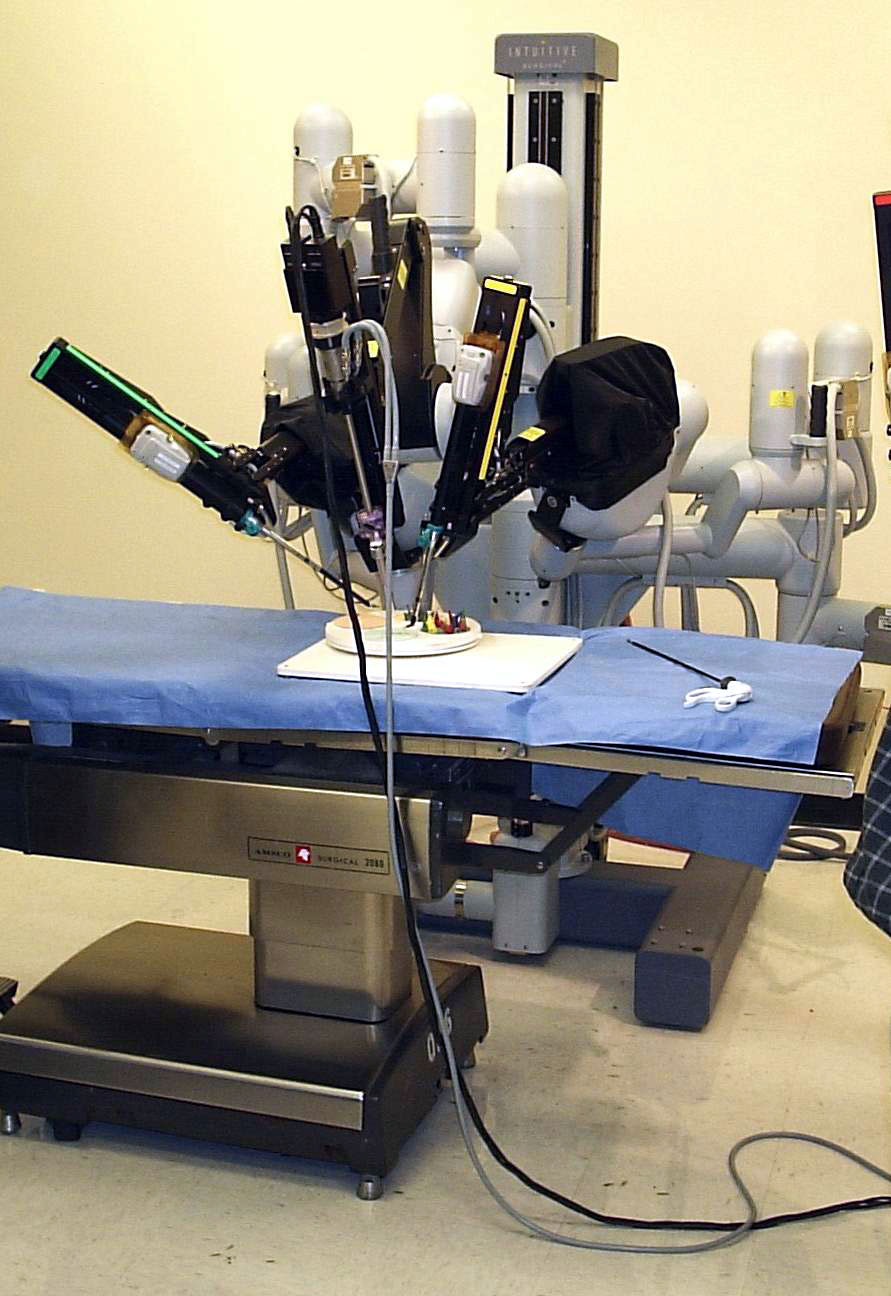
Robot da Vinci của Intuitive Surgical

VinMec sử dụng da Vinci Surgical System: Robot phẫu thuật do Intuitive Surgical phát triển

## Chủ đầu tư
Chủ đầu tư xây dựng và quản lý khu đô thị Times City là Công ty Cổ phần Phát triển Đô thị Nam Hà Nội, một công ty cổ phần vốn điều lệ 2.000 tỷ đồng với phần góp vốn 53% thuộc về Tập đoàn Vingroup - Công ty CP. Vào thời điểm cuối năm 2012, chủ tịch hội đồng quản trị công ty Nam Hà Nội là ông Vũ Đức Thế,, từ 3/2/2015 là bà Mai Hương Nội (phó tổng giám đốc Vingroup), tổng giám đốc là ông Nguyễn Việt Quang (CEO Vingroup).

## Quá trình xây dựng
Times City được xây dựng chia làm 3 giai đoạn. Giai đoạn 1 gồm 11 tòa phía ngoài và tòa T18 phía trong, VinMec và Vinschool. Giai đoạn 2 gồm 10 tòa, được lấy tên mới là Vinhomes Times City Park Hill.
- Bắt đầu khởi công xây dựng khoảng đầu năm 2011.[65] Từ tháng 9 năm 2011, trên trang web chính thức đã đăng tải các bản tin cập nhật tiến độ xây dựng.[66]

## Kỷ lục

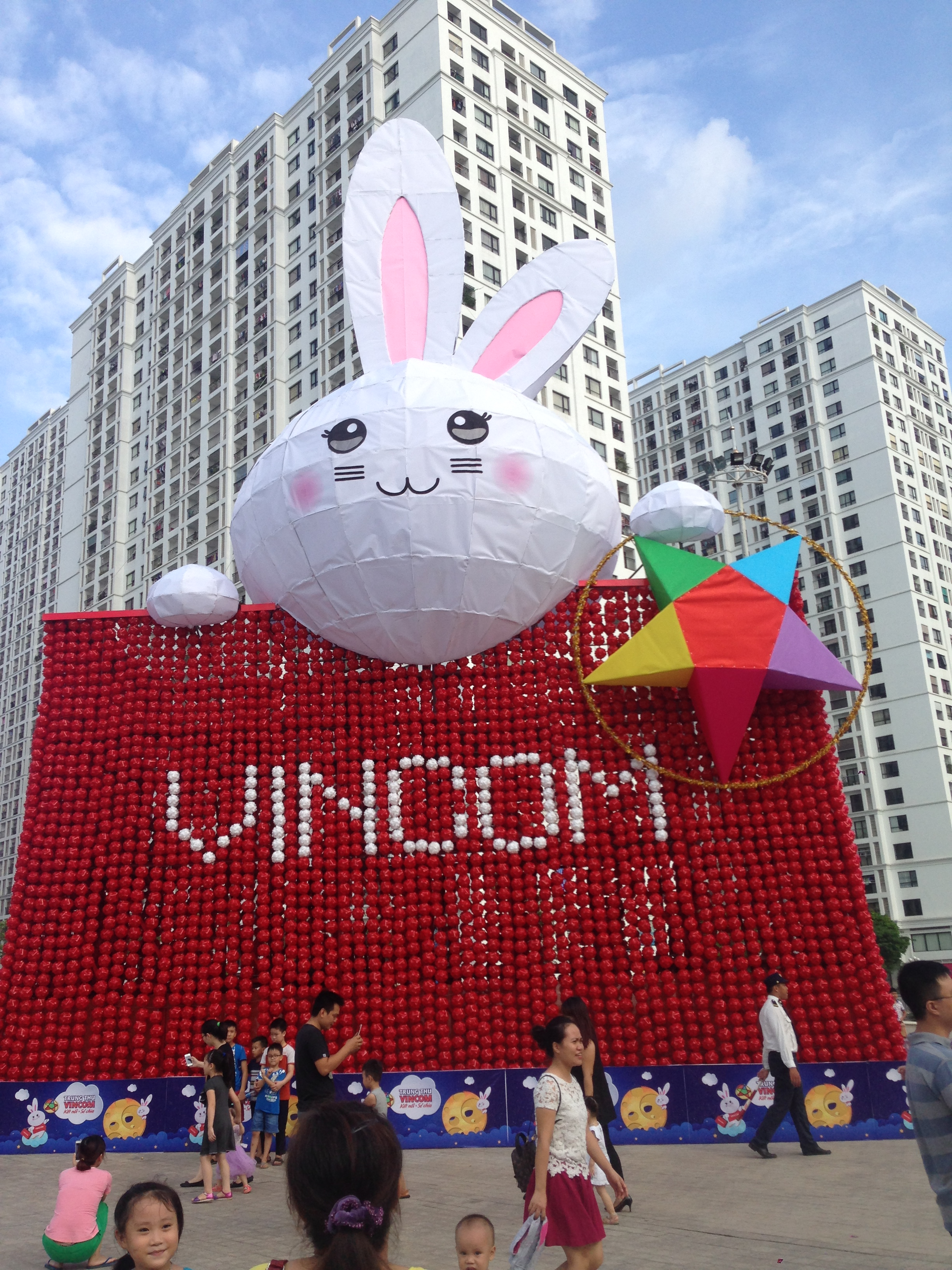
Đèn lồng thỏ Trung Thu 2016

Vinhomes Times City là nơi diễn ra nhiều hoạt động vui chơi giải trí cùng những kỷ lục được xác lập trong những mùa lễ hội.
- Lồng đèn Trung thu hình cá chép lớn nhất Việt Nam 2014.[67]
- Bức tranh với chủ đề Chung tay bảo vệ động vật quý hiếm được ghép từ nhiều hình nhất tại thủy cung.[68]
- Kỷ lục Đèn lồng Thỏ Vọng Nguyệt lớn nhất và Tiểu cảnh trang trí sử dụng nhiều đèn lồng nhất cho trung thu 2016.[69]

## Thư viện ảnh

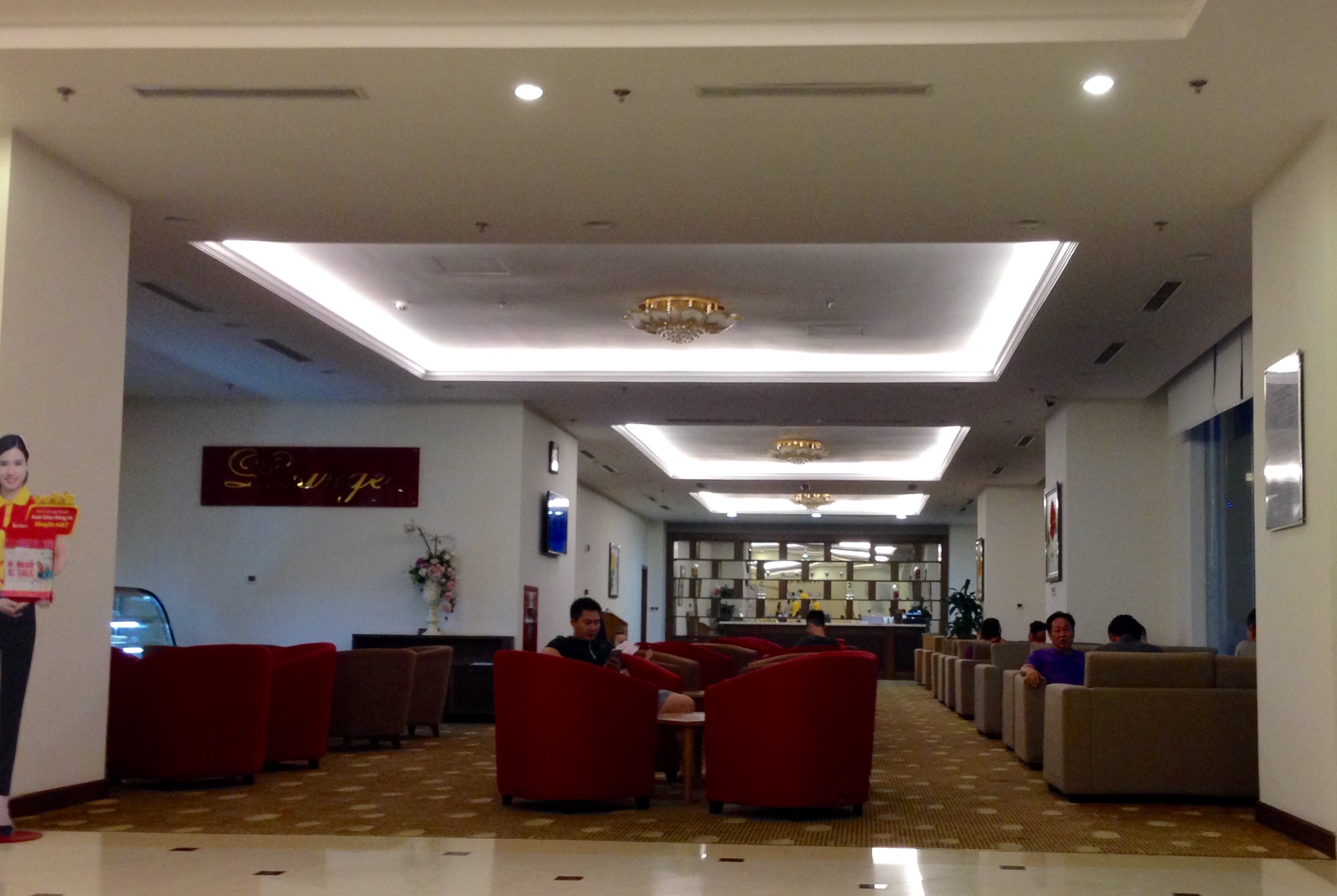
Lounge khu căn hộ
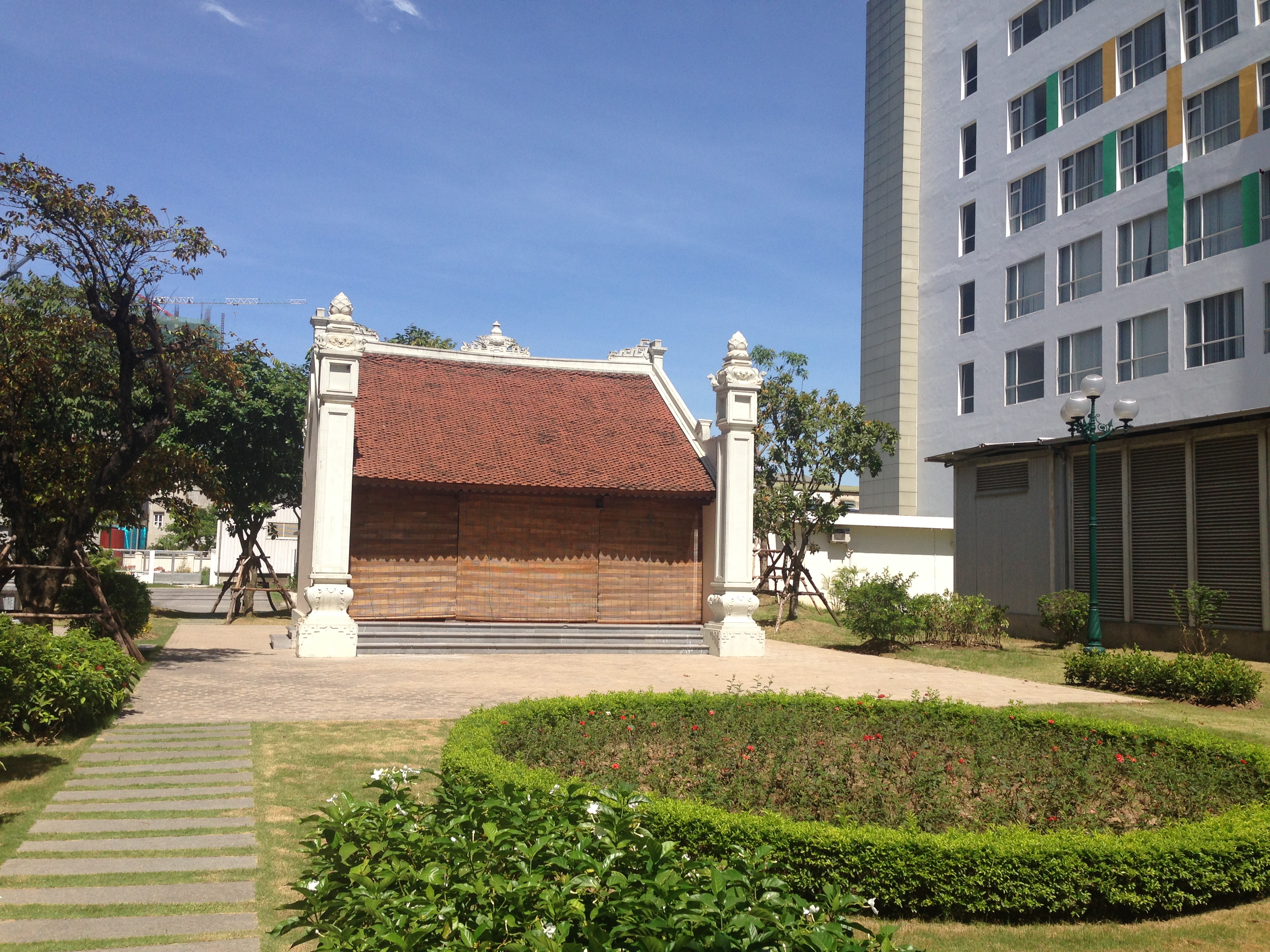
Am Tụ Linh nằm cạnh Vinmec
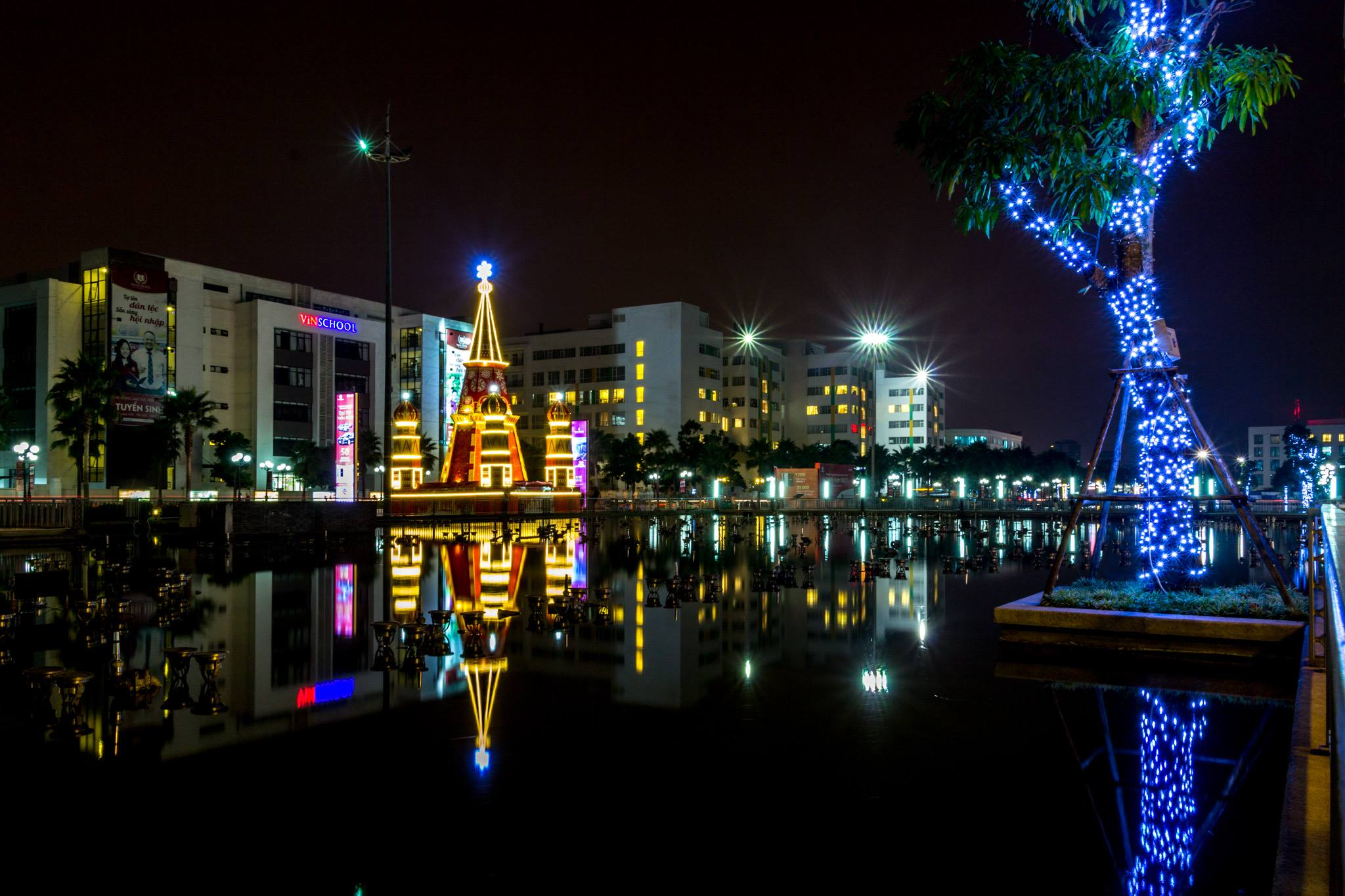
Hồ nước điều hòa không khí
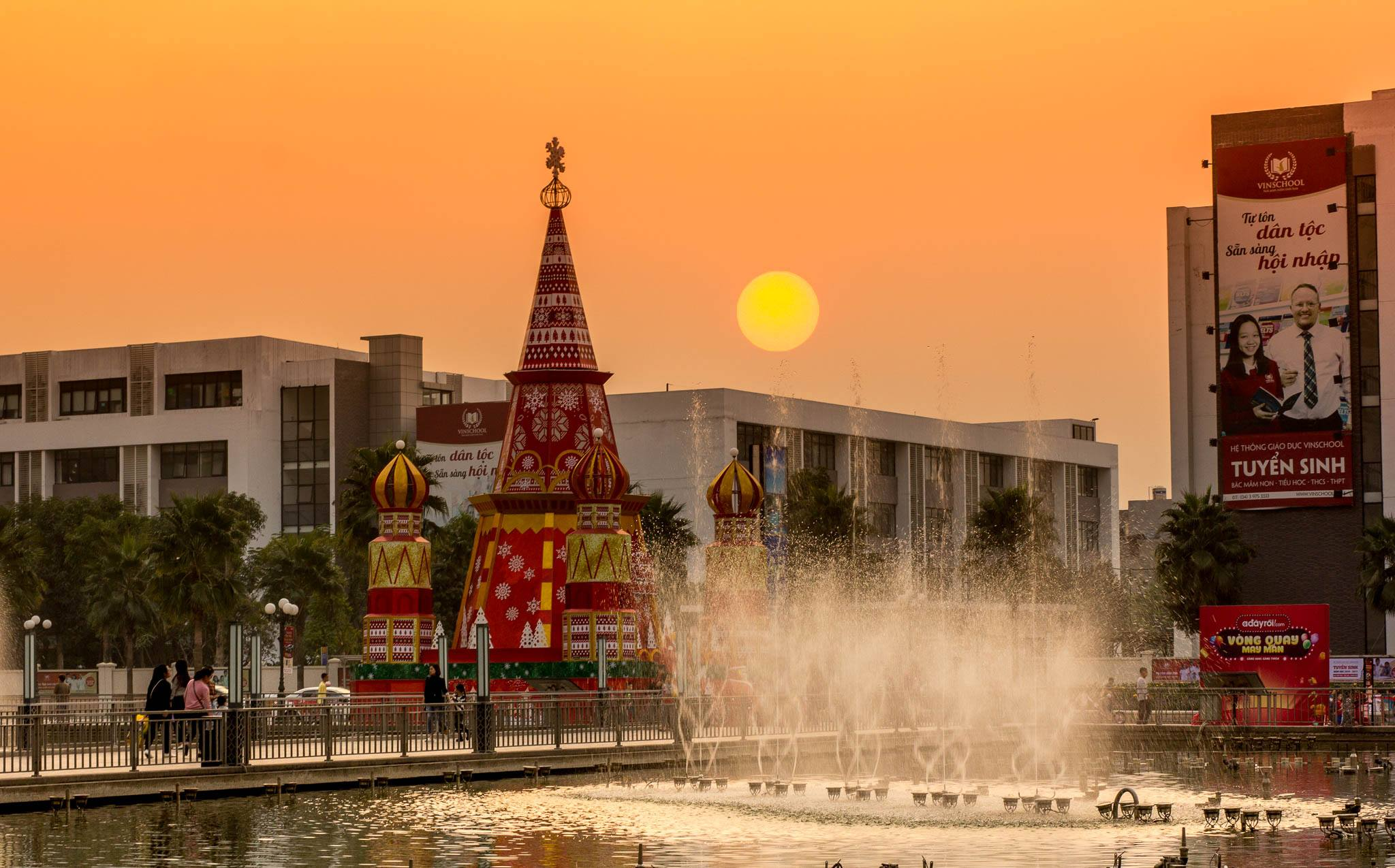
Hoàng hôn trên hồ nước
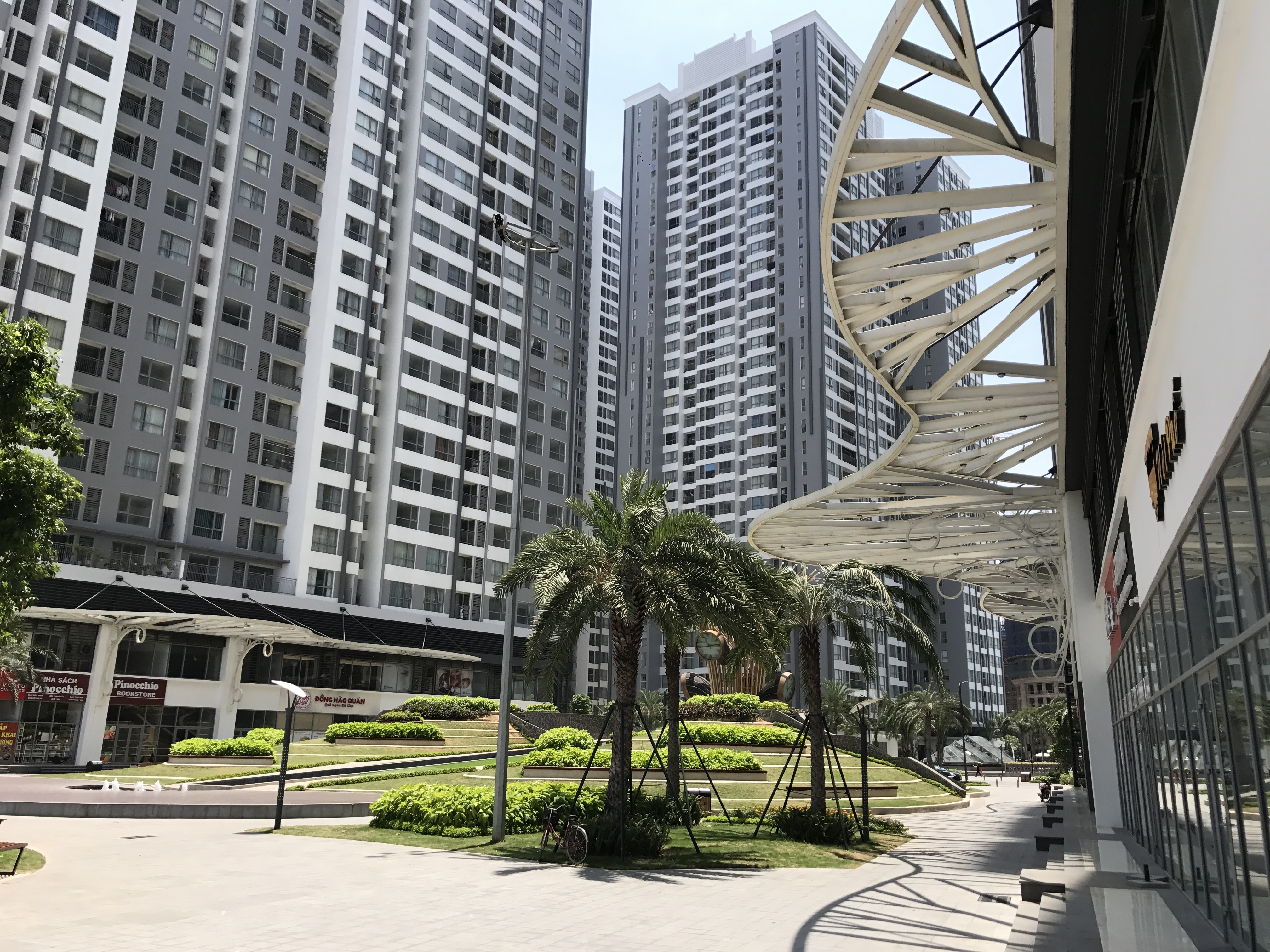
Đồi vọng cảnh Park Hill
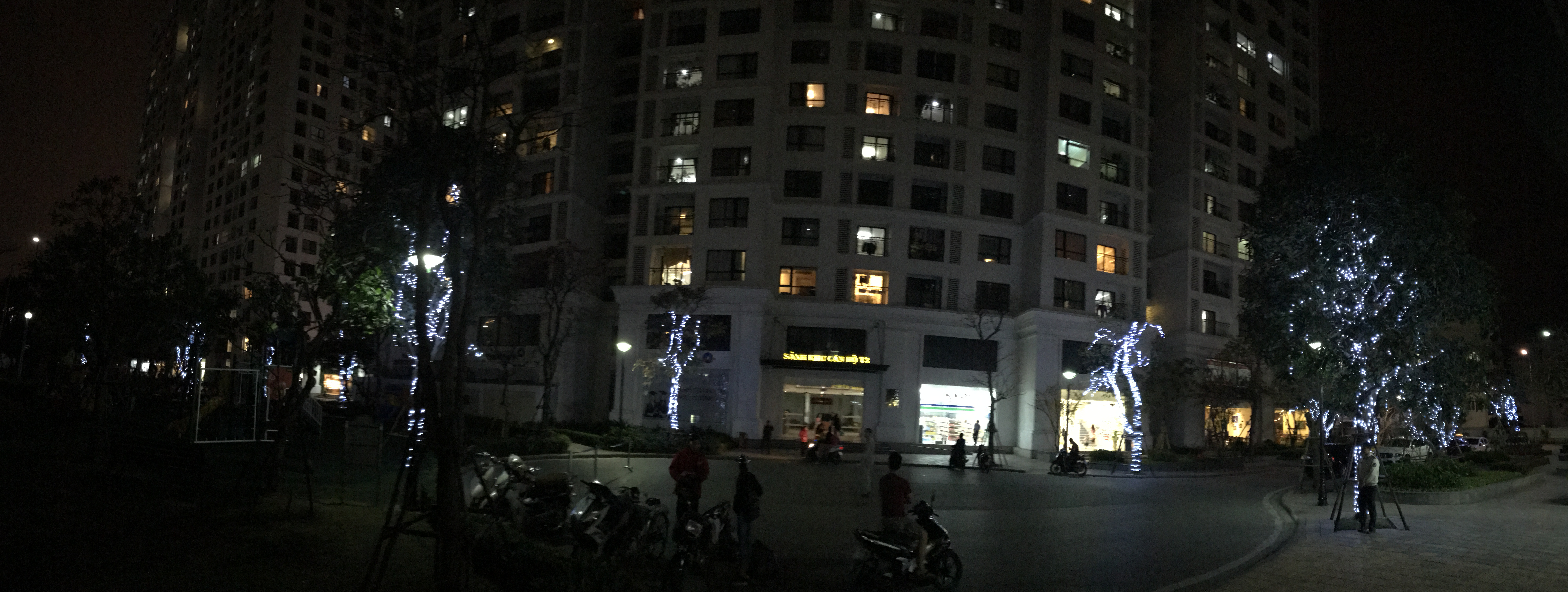
Giờ Trái Đất 2017